# لويز رايت
لويز رايت (بالدنماركية: Louise Wright)‏ هي نسوية ‏ دنماركية، ولدت في 30 يناير 1861 في Fleckeby ‏ في ألمانيا، وتوفيت في 15 أبريل 1935 في جينتوفتي ‏ في الدنمارك. ترأست جمعية بريميوم الخيرية للأمهات المرضعات منذ عام 1913، وهي جمعية للأمهات المرضعات والتي أشرفت على أكثر من 600 طفل ربيب. كانت أيضًا عضوًا نشطًا في المجلس القومي للمرأة حيث شغلت منصب نائب المدير. وفي عام 1915، كانت واحدة من الأعضاء المؤسسين لسلسلة سلام المرأة الدنماركية، وهي الفرع الدنماركي لرابطة النساء الدولية للسلام والحرية، وعملت فيها كعضو في مجلس الإدارة (1921-1924).

## النشأة والعائلة
وُلدت لويز غوستاف دوروثيا هيلدغارد بوديتس في 30 يناير 1861 في فليكبي، شليسفيغ، وهي ابنة كارل أدولف فالنتين باوديتز (1810-1895) وإليزابيث كارلسن (1838-1902). انتقلت عائلتها إلى هيلسينجور عندما كانت في الثالثة من عمرها بسبب حرب شليسفيغ الثانية، حيث ترأس والدها إحدى دور العجزة هناك. وعندما بلغت الخامسة عشر، قابلت هانز بيك رايت (1854-1925) في حفلة راقصة، وتزوجا عام 1886.

## حياتها المهنية
كان اهتمام رايت الأساسي هو العمل الخيري. في عام 1913، أصبحت مديرة جمعية بريميوم للأمهات المرضعات، وهي جمعية للأمهات العاملات، التي أشرفت على رعاية أكثر من 600 طفل ربيب في كوبنهاغن دون سن الخامسة، وبقيت في هذا المنصب لبقية حياتها. أصبحت عام 1911 عضوًا في لجنة صحافة المجلس القومي للمرأة الدنماركية، وفي عام 1914 التحقت بمجلس إدارة جمعية تغذية الأمهات والأطفال، وهي جمعية من أجل رعاية الأمهات العازبات.
بما أن رايت كانت من سكان جنوب جوتلاند، مع اندلاع الحرب العالمية الأولى عام 1914 ترأست جمعية فلنسبورغ على أمل أن تُعاد الأراضي الدنماركية السابقة إلى الدنمارك. في العام التالي، انضمت إلى سلسلة سلام المرأة الدانماركية، وهي الفرع الدنماركي من الرابطة النسائية الدولية للسلام والحرية المنشأة حديثًا. كانت ناشطة في إدارة الفرع الدنماركي حيث عملت في المجلس من 1921 حتى 1924 وأصبحت فيما بعد عضواً فخريًا.
بفضل دعمها للدنماركيين في جنوب جوتلاند، بقيت تسافر إلى ألمانيا بعد إعادة التوحيد عام 1920 كرئيسة لجمعية فلنسبورغ في كل صيف مع هاني جينسن لتقديم التشجيع للدنماركيين الذين يعيشون في جنوب شليسفيغ. أصبحت أيضًا عضوًا فخريًا في جمعية نساء جنوب شليسفيغ، ورابطة نساء شليسفيغ الجنوبية.
في ثلاثينيات القرن العشرين، بدأت رايت جمعية نسائية للمساعدة في تمويل كنيسة في يوجسبورج.
بعد أن فقدت زوجها في عام 1925، أمضت لويز رايت بقية حياتها مع ابنتها ليسي في يوجسبورج. توفيت في جينتوفت في 15 أبريل 1935.